# Upplandskubb
L’Upplandskubb és un pa amb Denominació d’Origen Protegida i inclòs a l’Arca del Gust, produït tradicionalment a la província d’Uppland, a Suècia. Requereix una fermentació llarga i una cocció prolongada al bany maria. És tradicional de les festes de Nadal.

## Història
Les receptes més antigues conegudes daten del segle XIX i provenen de la granja Älgesta, a la parròquia de Husby-Ärlinghundra. Tot i ser un aliment tradicional, el pa no va rebre el nom d’Upplandskubb fins als anys 1920, quan una dona d’Estocolm, Elisabet Langenberg, el va descobrir i s’hi va interessar.

## Preparació
El pa es fa tradicionalment amb farines de sègol i blat. La massa es fermenta habitualment durant tres hores o més i es cou durant més de quatre hores. Aquest pa és únic a Suècia, ja que es fa al bany maria, fet que impedeix que s'hi formi crosta.
Després de coure, el pa s’ha de deixar reposar almenys un dia abans de ser tallat. D'aquesta manera, s'aconsegueix que tingui un gust intens. El producte acabat és humit i enganxós, amb una molla petita i una textura esmicoladissa. Els sabors són dolços i àcids, propis del sègol.

## Presentació
Es talla en quatre peces verticals que després es tallen transversalment en llesques en forma de quart de cercle. El pa se sol servir amb arengada curada, llard o ceba. És habitual servir-lo per Nadal. Es conserva durant força temps.

## Denominació d’Origen Protegida i Arca del Gust
Aquest pa va ser registrat per obtenir la Denominació d’Origen Protegida a la Unió Europea l’any 2014; la designació es va concedir el 2021. Aquesta denominació exigeix que la massa es faci amb farines produïdes localment. L’Upplandskubb també ha estat inclòs a l’Arca del Gust de Slow Food.